# Incilius holdridgei
O Incilius holdridgei é uma espécie de sapo que acreditava-se estar extinta, uma vez que não era observada desde 1986. Contudo, 11 de 23 espécies foram redescobertas.